# Quadrello (freccia)
Quadrello o quadrella è un termine tecnico attribuito ad un particolare tipo di freccia per balestra, il più comune per quest'arma, caratterizzata dalla punta a sezione quadra (dal latino quadrus - "un quadrato") che favoriva una maggiore penetrazione nel metallo delle armature. Questo proiettile era noto per la sua pericolosità, dato che le ferite provocate non erano facilmente rimarginabili. I quadrelli erano costruiti generalmente con l'asta in legno e la punta rinforzata in metallo, oppure totalmente in metallo. 
Le balestre moderne utilizzano frecce corte con impennatura, simili a quelle usate negli archi moderni ma di maggiore spessore.